# Campeonato Mundial Feminino de Xadrez de 1953

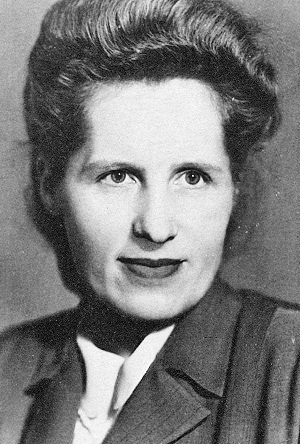
Jelisaweta Bykowa

O Campeonato Mundial Feminino de Xadrez de 1953 foi a 9ª edição da competição sendo disputada em um match entre a então campeã Lyudmila Rudenko e a desafiante Elisaveta Bykova. A disputa foi realizada em Moscou entre 15 de agosto e 20 de setembro a vencedora foi Elisaveta Bykova que se tornou a terceira campeã mundial.
| Jogadora             | 1 | 2 | 3 | 4 | 5 | 6 | 7 | 8 | 9 | 10 | 11 | 12 | 13 | 14 | Total |
| -------------------- | - | - | - | - | - | - | - | - | - | -- | -- | -- | -- | -- | ----- |
| URS Lyudmila Rudenko | 1 | 1 | 0 | 0 | ½ | 0 | 0 | ½ | 1 | 1  | 0  | 0  | 1  | 0  | 6     |
| URS Elisabeth Bykova | 0 | 0 | 1 | 1 | ½ | 1 | 1 | ½ | 0 | 0  | 1  | 1  | 0  | 1  | 8     |